# Maria Larssons eviga ögonblick
Maria Larssons eviga ögonblick (no Brasil, Momentos Eternos de Maria Larssons) é um filme de drama sueco de 2008 dirigido e escrito por Jan Troell. Foi selecionado como representante da Suécia à edição do Oscar 2009, organizada pela Academia de Artes e Ciências Cinematográficas.

## Elenco
- Maria Heiskanen - Maria Larsson
- Mikael Persbrandt - Sigfrid Larsson
- Jesper Christensen - Sebastian Pedersen
- Emil Jensen - Englund
- Ghita Nørby - Miss Fagerdal
- Hans Henrik Clemensen - Mr. Fagerdal
- Amanda Ooms - Mathilda
- Antti Reini - Capitão
- Birte Heribertsson - Tora